# Hemispingus rufosuperciliaris
Hemispingus rufosuperciliaris е вид птица от семейство Тангарови (Thraupidae). Видът е световно застрашен, със статут Уязвим.

## Разпространение
Видът е разпространен в Перу.